# Blai Fontanals i Argenter
Blai Fontanals i Argenter   (Sitges, 21 de gener de 1949) és un escriptor i graller sitgetà. Destaca per ser un dels fundadors de l'Escola de Grallers de Sitges i per les seves diverses investigacions d'àmbit local.
Des de jove Blai Fontanals ha col·laborat en diversos espais de la cultura popular sitgetana. Els anys seixanta forma part de la colla del Ball de Diables de Sitges (1965-1967) i del Ball de Bastons de la vila (1968-1970). El 1970, juntament amb altres músics va fundar l'Escola de Grallers de Sitges. També ha estat fundador de la Banda Terrabastall i de la Cobla Miralpeix. Durant la dècada dels seixanta també va ser membre i president de la secció de Teatre del Patronat d’ASC de Sitges (1964-1970). El 1978 va ser un dels fundadors de l’Agrupació de Balls Populars de Sitges.

## Obra
Fontanals ha col·laborat amb diverses publicacions periòdiques com L'Eco de Sitges, Miscel·lània Penedesenca, L’Espurna, El Fogall, La Xarmada, i La Palla. També ha publicat diversos llibres com:
- Quaderns de folklore de l’Escola de Grallers de Sitges (1980-1987)
- Petita història de Sitges (1987)
- Almanac de festes 1992 (1992)
- El Retiro: Cent anys i escaig d’història al compàs dels músics de la societat (1994), obra guanyadora del 2n. Premi Societat El Retiro
- Nosaltres, els Grallers (1996)
- 50 años de historia del Club de Mar (2002)
- El distret món de la música sitgetana (2009)
- Traient la Punta a la Història (2022)